# Associação Desportiva Sanjoanense
La Associação Desportiva Sanjoanense è una società sportiva portoghese fondata a São João da Madeira il 25 febbraio 1924.

## Calcio

### Storia
La sezione calcio dell'AD Sanjoanense vanta quattro partecipazioni al massimo campionato lusitano, ottenendo come miglior piazzamento il decimo posto nella stagione 1967-1968.

### Palmarès

#### Competizioni nazionali
- Segunda Divisão: 1

1965-1966

## Hockey
La squadra disputa le proprie gare interne presso il Pavilhão Desportos, a São João da Madeira.

### Storia
Nella sua storia ha vinto in ambito internazionale vanta 1 Coppa delle Coppe.

### Cronistoria
| Cronistoria dell'Associação Desportiva Sanjoanense |
| --- |
| - 1948 · Fondazione della sezione di hockey su pista dell'Associação Desportiva Sanjoanense. - 1949 · Regional do Norte in 1ª Divisão. - 1950 · Regional do Norte in 1ª Divisão. - 1951 · 3º nel Regional do Norte, 6º nella fase finale in 1ª Divisão. - 1952 · 3º nel Regional do Norte, 8º nella fase finale in 1ª Divisão. - 1953 · 3º nel Regional do Norte, 8º nella fase finale in 1ª Divisão. - 1954 · 5º nel Regional do Norte in 1ª Divisão. - 1955 · 5º nel Regional do Norte in 1ª Divisão. - 1956 · 8º nel Regional do Norte in 1ª Divisão. - 1957 · 7º nel Regional do Norte in 1ª Divisão. - 1958 · 5º nel Regional do Norte in 1ª Divisão. - 1959 · 6º nel Regional do Norte in 1ª Divisão. - 1960 · 4º nel Regional do Norte, 8º nella fase finale in 1ª Divisão. - 1961 · 5º nel Regional do Norte in 1ª Divisão. - 1962 · 4º nel Regional do Porto in 1ª Divisão. - 1963 · 5º nella fase finale di Coppa del Portogallo. - 1964 · Inattivo - 1965 · 2º nel Regional do Norte, 7º nella fase finale in 1ª Divisão. - 1966 · 6º nel Regional do Porto in 1ª Divisão. - 1967 · 6º nel Regional do Porto in 1ª Divisão. - 1968 · Inattivo - 1969 · 7º nel Regional do Porto in 1ª Divisão. - 1970 · 9º nel Regional do Porto in 1ª Divisão. Retrocessa in 2ª Divisão. - 1971 · 2ª Divisão. - 1972 · 2ª Divisão. Promossa in 1ª Divisão. - 1973 · 7º nel Regional do Norte in 1ª Divisão. - 1974 · 3º nel Regional do Norte, 7º nel metropolitano in 1ª Divisão. - 1975 · 6ª nel Regional do Norte in 1ª Divisão. - 1976 · 8ª nel Regional do Norte in 1ª Divisão. Eliminata agli ottavi di finale di Coppa del Portogallo. - 1977 · 5ª nel Regional do Norte in 1ª Divisão. - 1978 · 9ª nel Regional do Norte in 1ª Divisão. Retrocessa in 2ª Divisão. Eliminata in Coppa del Portogallo. - 1979 · 2ª Divisão. Promossa in 1ª Divisão. Eliminata ai quarti di finale di Coppa del Portogallo. - 1980 · 3ª nel Regional do Norte, 8ª nella fase finale in 1ª Divisão. Eliminata ai quarti di finale di Coppa del Portogallo. - 1981 · 4ª nel Regional do Norte, 7ª nella fase finale in 1ª Divisão. Eliminata ai quarti di finale di Coppa del Portogallo. - 1982 · 9ª in 1ª Divisão. - 1983 · 5ª in 1ª Divisão. Eliminata ai quarti di finale di Coppa del Portogallo. - 1983-1984 · 5ª in 1ª Divisão. Eliminata ai quarti di finale di Coppa del Portogallo. Eliminata al primo turno di Coppa CERS. - 1984-1985 · 3ª in 1ª Divisão. Finalista in Coppa del Portogallo. Eliminata ai quarti di finale di Coppa CERS. - 1985-1986 · 3ª in 1ª Divisão, eliminata in semifinale dei play-off. Eliminata ai quarti di finale di Coppa del Portogallo. Finalista in Supercoppa del Portogallo. Vince la Coppa delle Coppe (1º titolo). - 1986-1987 · 7ª in 1ª Divisão, eliminata ai quarti di finale dei play-off. Eliminata in semifinale di Coppa del Portogallo. Eliminata in semifinale di Coppa delle Coppe. Finalista di Supercoppa d'Europa. - 1987-1988 · 11ª in 1ª Divisão. Eliminata agli ottavi di finale di Coppa del Portogallo. - 1988-1989 · 6ª in 1ª Divisão. Eliminata in Coppa del Portogallo. - 1989-1990 · 5ª in 1ª Divisão. Eliminata agli ottavi di finale di Coppa del Portogallo. - 1990-1991 · 9ª in 1ª Divisão. Eliminata in semifinale di Coppa del Portogallo. Eliminata agli ottavi di finale di Coppa CERS. - 1991-1992 · 12ª in 1ª Divisão. Retrocessa in 2ª Divisão. Eliminata in Coppa del Portogallo. - 1992-1993 · 2ª Divisão. Eliminata in Coppa del Portogallo. - 1993-1994 · 2ª Divisão. Eliminata agli ottavi di finale di Coppa del Portogallo. - 1994-1995 · 2ª Divisão. Eliminata in Coppa del Portogallo. - 1995-1996 · 2ª Divisão. Eliminata in Coppa del Portogallo. - 1996-1997 · 2ª Divisão. Eliminata in Coppa del Portogallo. - 1997-1998 · 2ª Divisão. Eliminata in Coppa del Portogallo. - 1998-1999 · 2ª Divisão. Eliminata in Coppa del Portogallo. - 1999-2000 · 2ª Divisão. Eliminata in Coppa del Portogallo. - 2000-2001 · 2ª Divisão. Promossa in 1ª Divisão. Eliminata agli ottavi di finale di Coppa del Portogallo. - 2001-2002 · 12ª nella prima fase, 6ª nella poule salvezza in 1ª Divisão. Retrocessa in 2ª Divisão. Eliminata in Coppa del Portogallo. - 2002-2003 · 2ª Divisão. Promossa in 1ª Divisão. Eliminata ai quarti di finale di Coppa del Portogallo. - 2003-2004 · 11ª nella prima fase, 5ª nella poule salvezza in 1ª Divisão. Retrocessa in 2ª Divisão. Eliminata in Coppa del Portogallo. - 2004-2005 · 2ª Divisão. Eliminata in Coppa del Portogallo. - 2005-2006 · 2ª Divisão. Eliminata in Coppa del Portogallo. - 2006-2007 · 2ª Divisão. Eliminata in Coppa del Portogallo. - 2007-2008 · 2ª Divisão. Eliminata in Coppa del Portogallo. - 2009-2009 · 2ª Divisão. Eliminata in Coppa del Portogallo. - 2009-2010 · 2ª Divisão. Eliminata in Coppa del Portogallo. - 2010-2011 · 2ª Divisão. Eliminata in Coppa del Portogallo. - 2011-2012 · 2ª Divisão. Eliminata agli ottavi di finale di Coppa del Portogallo. - 2012-2013 · 2ª Divisão. Eliminata in semifinale di Coppa del Portogallo. - 2013-2014 · 2ª Divisão. Promossa in 1ª Divisão. Eliminata ai quarti di finale di Coppa del Portogallo. - 2014-2015 · 11ª in 1ª Divisão. Eliminata ai sedicesimi di finale di Coppa del Portogallo. - 2015-2016 · 11ª in 1ª Divisão. Eliminata agli ottavi di finale di Coppa del Portogallo. - 2016-2017 · 13ª in 1ª Divisão. Retrocessa in 2ª Divisão. Eliminata ai quarti di finale di Coppa del Portogallo. - 2017-2018 · 2ª Divisão. Eliminata in Coppa del Portogallo. - 2018-2019 · 2ª Divisão. Promossa in 1ª Divisão. Eliminata ai quarti di finale di Coppa del Portogallo. - 2019-2020 · 8ª in 1ª Divisão. Eliminata in Coppa del Portogallo. Stagione interrotta a causa della pandemia di COVID-19. - 2020-2021 · 9ª in 1ª Divisão. Qualificato ai sedicesimi di finale di Coppa del Portogallo. - 2021-2022 · 11º in 1ª Divisão. Eliminata al secondo turno di Coppa del Portogallo. Eliminato alla fase a gironi di Coppa WSE. |

### Palmarès

#### Competizioni internazionali
1 trofeo
- Coppa delle Coppe: 1

1985-1986

#### Altri piazzamenti
- Campionato portoghese

3º posto: 1984-1985, 1985-1986
- Coppa del Portogallo

Finale: 1984-1985
Semifinale: 1986-1987, 1990-1991, 1990-1991, 2012-2014
- Supercoppa del Portogallo

Finale: 1985
- Coppa delle Coppe

Semifinale: 1986-1987
- Supercoppa d'Europa/Coppa Continentale

Finale: 1986-1987

### Statistiche

#### Partecipazioni ai campionati
| Livello | Categoria  | Partecipazioni | Debutto | Ultima stagione |
| ------- | ---------- | -------------- | ------- | --------------- |
| 1º      | 1ª Divisão | 45             | 1949    | 2021-2022       |
| 2º      | 2ª Divisão | 25             | 1971    | 2018-2019       |

#### Partecipazioni alla coppe nazionali
| Competizione         | Partecipazioni | Debutto | Ultima stagione |
| -------------------- | -------------- | ------- | --------------- |
| Coppa del Portogallo | 46             | 1963    | 2021-2022       |

#### Partecipazioni alla coppe internazionali
| Competizione                           | Partecipazioni | Debutto   | Ultima stagione |
| -------------------------------------- | -------------- | --------- | --------------- |
| Coppa delle Coppe                      | 2              | 1985-1986 | 1986-1987       |
| Coppa CERS/WSE                         | 4              | 1983-1984 | 2021-2022       |
| Supercoppa d'Europa/Coppa Continentale | 1              | 1986-1987 | 1986-1987       |